# Tajan (Batken)
Tajan (kirgisisch Таян) ist ein Dorf in Kirgisistan mit 1744 Einwohnern (Stand 2023).

## Geographie
Das Dorf liegt im Rajon Batken des Oblus Batken. Es ist der Landgemeinde Kyschtut untergeordnet. Das Dorf liegt im zentralen Teil des Rajon, am rechten Ufer des Soch, in einer Entfernung von etwa 25 Kilometern (Luftlinie) südöstlich der Stadt Batken, dem Verwaltungszentrum des Rajon und des Oblus.

## Bevölkerung
| Jahr | Einwohner |
| ---- | --------- |
| 2009 | 1308      |
| 2015 | 1863      |
| 2023 | 1744      |